# Powiat de Gorzów
Le powiat de Gorzów (polonais : powiat gorzowski) est un powiat (district) de la voïvodie de Lubusz, dans l'ouest de la Pologne.
Elle est née le 1er janvier 1999, à la suite des réformes polonaises de gouvernement local passées en 1998. 
Le siège administratif du powiat est la ville de Gorzów Wielkopolski, bien qu'elle ne fasse pas partie du territoire du powiat. Il y a deux autres villes dans le powiat : Kostrzyn nad Odrą qui se trouve à 43 kilomètres à l'ouest de Gorzów Wielkopolski et Witnica à 25 kilomètres à l'ouest de Gorzów Wielkopolski
Le district couvre une superficie de 1 213,32 kilomètres carrés. En 2006, sa population totale est de 65 546 habitants, avec une population pour la ville de Kostrzyn nad Odrą de 17 725 habitants, pour la ville de Witnica de 6 849 habitants et une population rurale de 40 972 habitants.

## Powiaty voisines
Outre la ville de Gorzów Wielkopolski, la Powiat de Gorzów est bordée des powiaty de : 
- Strzelce-Drezdenko au nord-est
- Międzyrzecz au sud-est
- Sulęcin au sud
- Słubice au sud-ouest
- Myślibórz au nord-ouest

Elle est aussi voisine de la ville de Brandenburg  en Allemagne.

## Division administrative
Le district est subdivisé en 7 gminy (communes) (une urbaine, une mixte et 5 rurales) :
- 1 commune urbaine : Kostrzyn nad Odrą ;
- 1 commune urbaine-rurale : Witnica.
- 5 communes rurales : Bogdaniec, Deszczno, Kłodawa, Lubiszyn et Santok ;

Celles-ci sont inscrites dans le tableau suivant, dans l'ordre décroissant de la population.
| Gmina             | Type         | Supérficie (km²) | Population (2008) | Chef-lieu |
| Kostrzyn nad Odrą | urbain       | 46,2             | 17 725            |           |
| Gmina Witnica     | urbain-rural | 278,3            | 13 021            | Witnica   |
| Gmina Santok      | rural        | 168,3            | 7 570             | Santok    |
| Gmina Deszczno    | rural        | 168,4            | 7 493             | Deszczno  |
| Gmina Lubiszyn    | rural        | 205,3            | 6 743             | Lubiszyn  |
| Gmina Bogdaniec   | rural        | 112,1            | 6 667             | Bogdaniec |
| Gmina Kłodawa     | rural        | 234,8            | 6 327             | Kłodawa   |

## Démographie
Données du 30 juin 2005 :
| Description | Total  | Total | Femmes | Femmes | Hommes | Hommes |
| ----------- | ------ | ----- | ------ | ------ | ------ | ------ |
| Unité       | Nombre | %     | Nombre | %      | Nombre | %      |
| Population  | 64 981 | 100   | 32 929 | 50,67  | 32 052 | 49,33  |
| Urbain      | 24 531 | 37,75 | 12 599 | 19,39  | 11 932 | 18,36  |
| Rural       | 40 450 | 62,25 | 20 330 | 31,29  | 20 120 | 30,96  |

## Histoire
De 1975 à 1998, les différentes gminy du powiat actuelle appartenaient administrativement à la Voïvodie de Gorzów.